# NGC 1391
NGC 1391 este o galaxie lenticulară situată în constelația Eridanul. A fost descoperită în 1886 de către Francis Leavenworth. Se află la o distanță de 65,46 de megaparseci de Pământ.